# Une fleur sur la pierre
Pour plus de détails, voir Fiche technique et Distribution.
Une fleur sur la pierre (Цветок на камне, Tsvetok na kamne) est un film soviétique réalisé par Sergueï Paradjanov, sorti en 1962.

## Fiche technique
- Titre original : Цветок на камне
- Titre français : Une fleur sur la pierre[1]
- Réalisation : Sergueï Paradjanov
- Scénario : Vadim Sobko
- Photographie : Sergueï Revenko, Lev Chtifanov
- Musique : Igor Shamo
- Pays d'origine : URSS
- Format : Couleurs - 35 mm - Mono
- Genre : drame
- Durée : 76 minutes
- Date de sortie : 1962

## Distribution
- Grigori Karpov : Grigori Griva
- Lioudmila Tcherepanova : Liouda
- Inna Bourdoutchenko : Khristina
- Boris Dmokhovski : Pavel Vartchenko
- Gueorguï Epifantsev : Arsen Zagorny
- Mikhaïl Nazvanov : Zabroda
- Dmitri Franko : Pacha Tchmykh